# Chasmodes longimaxilla
Chasmodes longimaxilla är en fiskart som beskrevs av Williams, 1983. Chasmodes longimaxilla ingår i släktet Chasmodes och familjen Blenniidae. Inga underarter finns listade i Catalogue of Life.